# Contrat Enfance
Le contrat enfance est, en France, un partenariat signé entre une municipalité et la CAF qui permet une meilleure subvention des crèches sur la commune.
Les crèches de la commune bénéficient de ce contrat, à condition que leur projet soit inclus (au niveau des locaux, du personnel...).
Ce contrat engage la municipalité au niveau des prestations qu'elle offre en direction des jeunes enfants : crèche, garderie périscolaire...
La CNAF le définit ainsi :

« Le contrat enfance se définit comme un contrat d'objectifs et de cofinancement passé entre une CAF et une ou plusieurs communes. Il est complémentaire des prestations de service qui continuent d'être versées au gestionnaire, mais il peut couvrir également des projets d'amélioration qualitative de l'accueil des jeunes enfants qui ne bénéficient pas de prestations de service. Il repose sur un état des lieux et un diagnostic, un programme pluri-annuel de développement, un financement par la CAF : 50 à 70 % des dépenses supplémentaires des communes engagées pour la réalisation de ce programme, un bilan par an et en fin de contrat permet de reconduire le contrat et/ou de lui apporter des projets supplémentaires. »

Depuis 2006 le contrat enfance (CE) et le contrat temps libre (CTL) ont été remplacés par un contrat unique, le contrat enfance jeunesse.
Celui-ci propose une prise en charge maximale (55 %) très inférieure au contrat enfance (qui pouvait atteindre 70 %) et des modes de calculs beaucoup plus stricts. La rentabilité et le taux d'occupation des équipements y jouent également un rôle beaucoup plus important.